# خدعة الأرنب والبطة

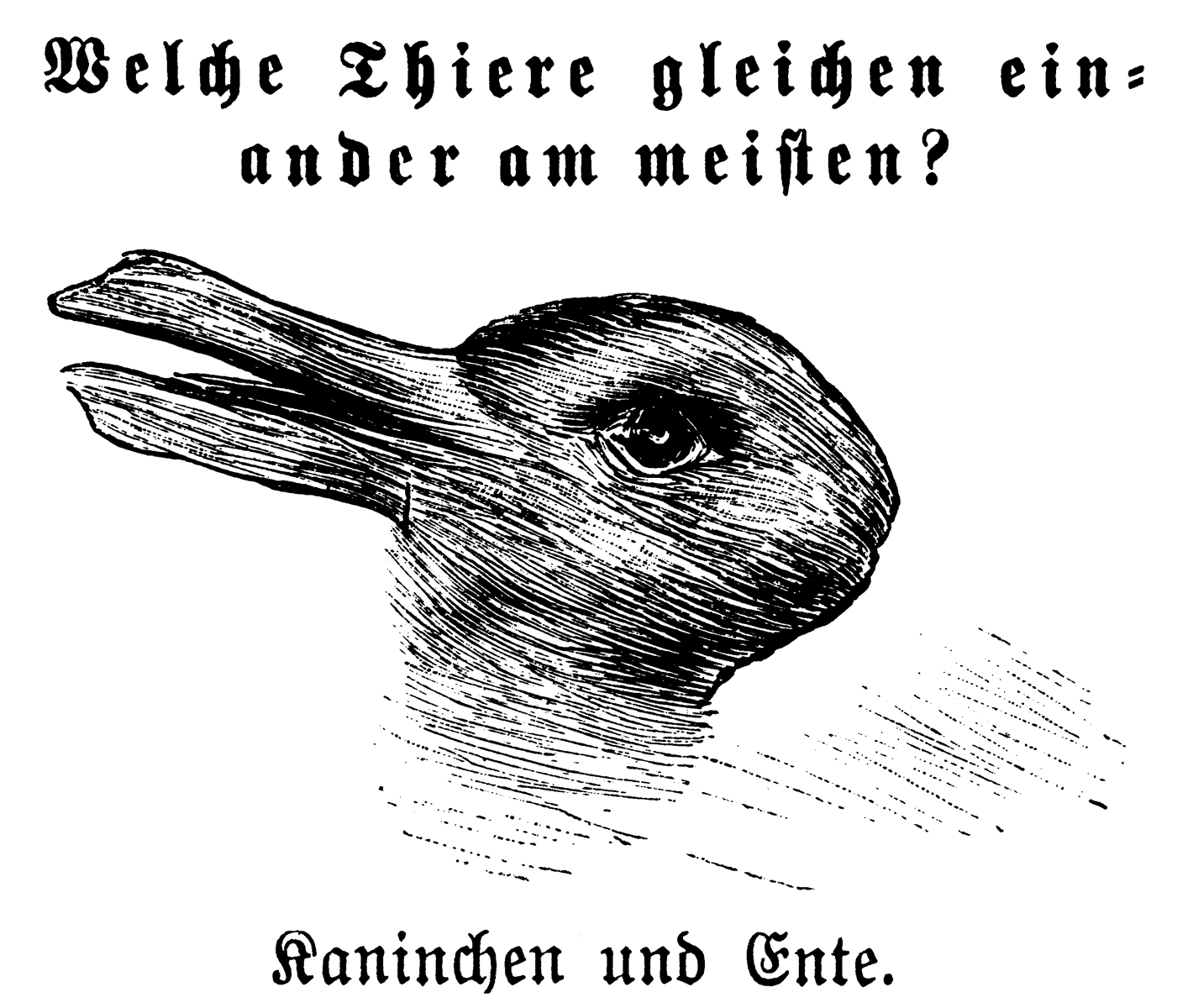
الأرنب والبطة من اصدار مجلة "Fliegende Blätter" أو "ورقة فضفاضة" من نسخة العدد 23 أكتوبر 1892

خدعة الأرنب والبطة هي صورة شكل معكوس بحيث أن أرنباً أو بطة يراها المشاهد. 
اطباء علم النفس يدعون بأن الجواب الذي ستجاوبه لهذه الخدعة البصرية الكلاسيكية يخبر الكثير عن دماغك.
في البداية ظهرت هذه الخدعة في مجلة ألمانية عام 1892 تحت عنوان " Kaninchen und Ente" أي «الأرنب والبطة».
ولكن سرعان ما اشاعها عالم النفس النمساوي-البريطاني لودفيج فيتجنشتاين الذي استعملها كمثال لرؤية شيئان من شئ واحد.
العالم البولندي الأمريكي جوزيف جاسترو أيضا استخدم هذه الصورة، وقد اعتقد بأن الجواب الذي يراه المشاهد يتأثر بحالته العاطفية والأشياء التي تحيط به.
على مايبدو بأن الأطفال الذين رأوا هذه الصورة في عيد الفصح قالوا بأنهم يرون أرنباً، ولكن في شهر أكتوبر كانت البطة هي الجواب المتكرر.
وأيضا استعملت كاختبار للإبداعية. وفقاً للباحثين كلما سهل عليك أن تميز بين رؤية البطة والأرنب في آن واحد كلما كنت أكثر إبداعية. 

## روابط خارجية
- الخدعة البصرية في Fliegende Blätter في مكتبة جامعة هايدلبرغ.
- الأرنب-البطة ، نحت بواسطة باول جورج.